# Haruka Shimotsuki
Haruka Shimotsuki (霜月 はるか, Shimotsuki Haruka, née un 15 novembre) est une chanteuse et une compositrice de doujin connue pour ces themes vocaux des 3 jeux  atelier Iris, Mana Khemia et la série de jeu Ar tonelico et Surge Concerto (Ciel Nosurge, Ar Nosurge)
Elle a aussi écrit et interprété les ending des deux saisons de Rozen Maiden ainsi que des OAV sous le nom de kukui